# 植田重正
植田 重正（うえだ しげまさ、1905年（明治38年） - 1987年（昭和62年）4月8日）は、日本の法学者（刑事法学）。京都帝国大学法学部卒業後、関西大学法学部教授。京都府出身。

## 人物
主著『共犯論上の諸問題』と『共犯の基本問題』で、今でいう純粋惹起説（間接正犯を認めず、「正犯なき共犯」を肯定する）を主張した。植田の共犯論は、佐伯千仭のそれとともに、関西の学者を中心に大きな影響を及ぼした。
弟子に中義勝や振津隆行（金沢大学教授）がいる（中の弟子が山中敬一）。今でも佐伯・中の共犯論を支持するのは、中山研一（京都大学名誉教授）と浅田和茂（大阪市立大学教授）ら。
「正犯なき共犯」を肯定する点は、共犯従属性説の放棄であるとして、関東共犯論の西田典之（東京大学）、山口厚（東京大学）、井田良（慶應義塾大学）らから、激しく非難されている。

## 著書

### 単著
- 『刑法要説 総論』紅帆社、1949年12月。
  - 『刑法要説 総論』（改訂版）三和書房、1954年。
  - 『刑法要説 総論』（全訂版）三和書房、1964年1月。
- 『共犯の基本問題』三和書房、1952年11月。
- 『共犯論上の諸問題』成文堂、1985年6月。

### 共著
- 齊藤金作、植田重正『共謀共同正犯・教唆犯と幇助犯・共犯と身分』有斐閣〈総合判例研究叢書 刑法(2)〉、1956年9月。

### 記念論文集
- 『植田重正教授還暦記念論文集』関西大学人文科学研究所、1967年4月。
- 『刑法改正の諸問題 竹田直平博士植田重正博士還暦祝賀』有斐閣、1967年4月。

## 論文
- 「超法定的符号説について」『人文科学論集』第2号、関西大学出版部、1949年12月、19-37頁、NAID 40001947282。
- 「犯罪共同説と事実共同説」『関西大学法学論集』第2巻第1号、関西大学法学会、1952年5月、68-87頁、NAID 40000558379。
- 「違法阻却原因の錯誤」『関西大学法学論集』第3巻第1号、関西大学法学会、1953年6月、41-54頁、NAID 40000558367。
- 「過失犯と共同正犯」『関西大学法学論集』第3巻第3号、関西大学法学会、1954年1月、114-121頁、NAID 40000558357。
- 「強盗傷人罪の成立」『関西大学法学論集』第3巻第4号、関西大学法学会、1954年3月、81-87頁、NAID 40000558397。
- 「窃盗罪に於ける支配の奪取」『関西大学法学論集』第4巻第1号、関西大学法学会、1954年5月、85-90頁、NAID 40000558426。
- 「窃盗教唆の故意」『関西大学法学論集』第4巻第2号、関西大学法学会、1954年9月、83-88頁、NAID 40000558410。
- 「犯人蔵匿罪の故意」『関西大学法学論集』第5巻第2号、関西大学法学会、1955年9月、86-91頁、NAID 40000557099。
- 「錯誤理論の考察」『関西大学法学論集』特輯号、関西大学法学会、1955年11月、127-143頁、NAID 40000557128。
- 「横領罪における不動産の占有」『関西大学法学論集』第5巻第4号、関西大学法学会、1956年5月、62-69頁、NAID 40000557120。
- 「窃盗罪にあたる一事例」『関西大学法学論集』第6巻第2号、関西大学法学会、1956年10月、110-115頁、NAID 40000557140。
- 「パチンコ玉の不正取得と領得の意思――判例研究」『関西大学法学論集』第6巻第4号、関西大学法学会、1957年3月、76-82頁、NAID 40000557146。
- 「承継的共同正犯論について」『関西大学法学論集』第7巻第2号、関西大学法学会、1957年9月、30-52頁、NAID 40000557160。
- 「二重抵当と背任罪」『関西大学法学論集』第7巻第4号、関西大学法学会、1958年2月、106-113頁、NAID 40000557178。
- 「刑法200条と配偶者の直系尊属の意義」『関西大学法学論集』第8巻第1号、関西大学法学会、1958年9月、75-86頁、NAID 40000557187。
- 「業務上横領罪と非身分者の加功」『関西大学法学論集』第8巻第2号、関西大学法学会、1958年10月、75-80頁、NAID 40000557194。
- 「共犯と錯誤」『関西大学法学論集』第8巻第3号、関西大学法学会、1958年11月、28-47頁、NAID 40000557198。
- 「事実の錯誤について」『綜合法学　』第1巻第7号、総合法学刊行会、1958年12月、11-16頁、NAID 40002228198、NDLJP:11186735。
- 「刑法242条の意義」『関西大学法学論集』第10巻第1号、関西大学法学会、1960年6月、100-107頁、NAID 40000557241。
- 「ドイツ刑法草案における誤想避難について」『関西大学法学論集』第12巻第2・3号、関西大学法学会、1963年2月、251-266頁、NAID 40000557355。
- 「窃盗罪を構成する事例」『関西大学法学論集』第13巻第2号、関西大学法学会、1963年9月、70-77頁、NAID 40000557307。
- 「不作為と狭義の共犯」『関西大学法学論集』第13巻第4・5・6号、関西大学法学会、1964年2月、267-288頁、NAID 40000557320。
- 「予備罪の従犯について」『関西大学法学論集』第15巻第4・5・6号、関西大学法学会、1966年3月、167-187頁、NAID 40000557412。
- 「片面的共同正犯――植松・大塚両家の批判への再検討」『関西大学法学論集』第24巻第1・2号、関西大学法学会、1974年6月、163-184頁、NAID 40000557080。
- 「事後強盗罪の問題点」『関西大学法学論集』第26巻第1号、関西大学法学会、1976年4月、1-21頁、NAID 40000557619。
- 「関西刑法研究会草創のころ」『刑法雑誌』第24巻第1号、日本刑法学会、1980年12月、128-135頁、NAID 40000969734。

### 博士論文
- 「共犯の基本問題」、関西大学、1954年1月23日、NAID 500000486972。